# جون لورد
جون لورد (بالإنجليزية: Jon Lord)‏ (مواليد 9 يونيو 1941 - 16 يوليو 2012) كان ملحنا وعازف بيانو وعازف موسيقى هاموند معروفًا بعمله الرائد في دمج الروك مع الأشكال الكلاسيكية أو الباروكية، خاصة مع ديب بيربل. في عام 1968، شارك لورد في تأسيس Deep Purple، وهي فرقة موسيقى الروك التي كان يُنظر إليها كقائد حتى عام 1970. في 15 يوليو 2011، حصل على درجة دكتوراه فخرية في الموسيقى في De Montfort Hall من جامعة ليستر. تم إدخال لورد بعد وفاته إلى قاعة مشاهير الروك آند رول في 8 أبريل 2016 كعضو في Deep Purple.

## وصلات خارجية
- جون لورد على موقع IMDb (الإنجليزية)
- جون لورد على موقع ميوزك برينز (الإنجليزية)
- جون لورد على موقع إن إن دي بي (الإنجليزية)
- جون لورد على موقع أول ميوزيك (الإنجليزية)
- جون لورد على موقع ديسكوغز (الإنجليزية)
- جون لورد على موقع قاعدة بيانات الفيلم (الإنجليزية)